# 方伯
方伯（ほうはく、独: Landgraf、英: landgrave）は、封建諸侯に与えられた称号の一つ。

## ドイツ
多くの場合、神聖ローマ帝国もしくはかつてのその領域にできた諸国家で、「伯爵」の代わりに、神聖ローマ皇帝に封建的な義務を直接負っていた者に使用された称号である。その支配領域は公爵・司教・宮中伯のような中間の権力の言いなりにならずに、時々大きく拡大された。低ロタリンギアに対して1086年以降使用されたという最初の記録以降、この称号は神聖ローマ帝国の時代を通じて生き延びた。方伯は通常主権を行使した。方伯の意思決定力は公爵のそれに相当した。
その後、ザクセン＝ヴァイマル＝アイゼナハ大公国の大公が20世紀初頭にテューリンゲン方伯を兼ねたように、貴族の補助的な称号として時々使用されたが、第一次世界大戦の後には使われなくなった。

### 例
- テューリンゲン方伯
- ヘッセン方伯
- ヘッセン＝カッセル方伯
- ヘッセン＝ダルムシュタット方伯
- ロイヒテンベルク方伯（バイエルンの城の近くに存在し、後に方伯領を作った）

## 中国
古代の中国では諸侯の長をいう。礼記・王制篇に「千里之外設方伯」とあるように、王都より千里内は「王畿」と呼ばれ、その外部を「方」といった。殷（商）は諸国を九州にわけ、八州それぞれに方伯を置いて諸侯を束ねさせたという。伯＝覇であり、これはのちの「覇者」（諸侯の盟主）へとつながっていく。
方伯の称は漢代の州牧、刺史、唐の観察使などの雅号として後代まで使用された。